# 颶風道格拉斯 (2020年)
颶風道格拉斯（英語：Hurricane Douglas）是2020年太平洋颶風季中第8個獲得編號、第4個獲命名、第1個達到颶風強度以及第1個達到強烈颶風以上強度的風暴，道格拉斯在7月24日達到巔峰，之後在7月27日罕見以颶風強度影響夏威夷。

## 氣象歷史
道格拉斯形成於下加利福尼亞，國家颶風中心在7月19日開始監測，在環境有利於發展的情況下，24小時後增強為熱帶低氣壓，國家颶風中心給予編號EP082020；隨後逐漸發展出中心密集雲團區，12小時後增強為熱帶風暴，國家颶風中心命名為道格拉斯，之後穩定增強並向西南西方向移動，到7月21日一度受到些許乾空氣影響，增強一度停滯，不過在低垂直風切和攝氏28至29度的海面狀態下，道格拉斯在7月22日上午5時增強為當年第一個東太平洋颶風，是在有可靠紀錄以來，東太平洋第四遲的颶風，同時轉向西北西方向移動，剛增強為颶風不久，颶風中心打開清晰可見的風眼，並快速增強，在7月23日達到強烈颶風強度，由於進入中太平洋，國家颶風中心在7月24日上午將道格拉斯的發報任務轉交予中太平洋颶風中心發報，此時一分鐘平均風速為115節，同時達到巔峰強度，之後受海溫偏低的影響，使道格拉斯開始減弱，在7月25日上午道格拉斯失去強烈颶風強度，之後仍持續減弱，風眼逐漸模糊，儘管在接近夏威夷時海溫有上升，使強度短暫增強，北方的副熱帶高氣壓使道格拉斯加速偏西移動；但隨後受到垂直風切的增加，使道格拉斯繼續減弱，呈現高低層分離，加上北方的副熱帶高氣壓，使道格拉斯加速裸奔，在7月27日下午道格拉斯減弱為熱帶風暴，儘管對流爆發，不過中太平洋颶風中心仍在29日認為道格拉斯減弱為殘留低氣壓，無法以先前的熱帶風暴強度進入西北太平洋，不過道格拉斯的殘餘仍在7月30日越過國際日期變更線並逐漸消散。

## 防災措施
颶風影響夏威夷相當罕見，1950年以來只有5個颶風對夏威夷造成嚴重影響。隨者颶風接近夏威夷州，中太平洋颶風中心在7月24日下午，開始對夏威夷州部分島嶼發出颶風觀察警告，為了因應道格拉斯的威脅，夏威夷州政府關閉了當地州立公园，隨後中太平洋在7月25日上午對歐胡島發出颶風警告，當時道格拉斯位於希洛東方525公里的海面上，數小時後州長大衛·伊藝宣布進入防災緊急狀態，因嚴重特殊傳染性肺炎疫情惡化，州政府督促居民盡量在家避難；在歐胡島，檀香山市府啟動能容納1600人的避難所，但因疫情嚴峻，呼籲居民以在家避難優先；在考艾島，居民排隊搶在颶風來襲前搶買物資，商家使用膠布加強固定窗戶，在茂宜島，夏威夷紅十字會開設了避難所，供居民避難；由於道格拉斯減弱的幅度不如原先中太平洋颶風中心預期，中太平洋颶風中心也將考艾岛、尼豪島列入颶風警告範圍，六小時後該機構也將茂宜島、拉奈島、摩洛凱島和卡胡拉威島列入颶風警告範圍，隨者道格拉斯遠離並減弱為熱帶風暴，中太平洋颶風中心在27日下午解除所有對夏威夷群島的颶風警告。

## 影響

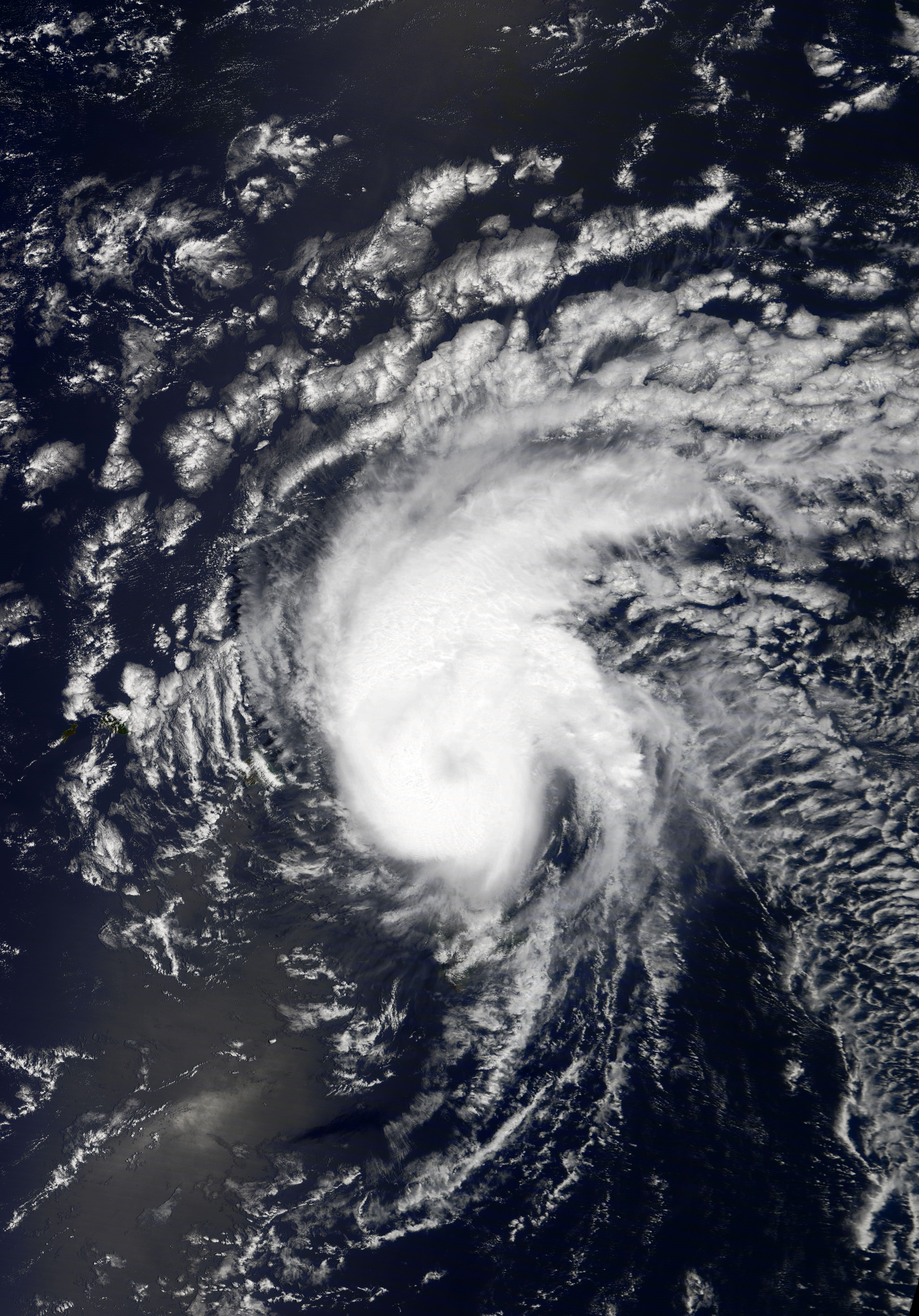
接近夏威夷群島的颶風道格拉斯

道格拉斯從夏威夷群島北方30英里海面通過，雖然較有破壞性的風和雨主要在海上通過，使損失較為輕微，不過陸地上仍測得每小時70英里的風力，而在普库库伊測得5.16英吋的降雨；海上的大浪將漂流物沖上濱海道路上。